# Farrea robusta
Farrea robusta är en svampdjursart som beskrevs av James Scott Bowerbank 1875. Farrea robusta ingår i släktet Farrea och familjen Farreidae. Inga underarter finns listade i Catalogue of Life.